# Kwame Nkrumah
Kwame Nkrumah (21. září 1909 – 27. dubna 1972) byl africký protikoloniální vůdce, zakladatel a první prezident moderního ghanského státu a jeden z nejvlivnějších panafrikanistů 20. století. Byl také jednou z vůdčích osob tehdy se rodícího Hnutí nezúčastněných zemí.

Kwame Nkrumah na sovětské známce

## Život
Jeho otec byl zlatník a matka obchodnice. Byl pokřtěn jako římský katolík a strávil devět let v římskokatolické základní škole blízko Half Assini. V roce 1930 po úspěšném ukončení Achimota College začal kariéru pedagoga. Ve studiu se rozhodl pokračovat v USA. Navštěvoval Lincoln University v Pensylvánii od roku 1935 a v roce 1939 získal magisterský titul. Studoval literaturu socialismu (hlavně Karla Marxe a V. I. Lenina) a byl ovlivněn panafrikanistickým ideologem Marcusem Garveym a černošským socialistou Williamem Edwardem Burghardtem Du Boisem. Toho po zisku moci Nkrumah pozval do Ghany, kde dožil - ostatně hlásal, že by se všichni američtí černoši měli vrátit do Afriky, což je idea, která je v Ghaně stále aktuální. Nkrumah popsal sebe sama jako "nesektářského křesťana a marxistického socialistu". Do politiky vstoupil ještě jako student v USA, kde se stal prezidentem studentské organizace sdružující africké studenty. Z USA odešel v květnu 1945 do Anglie, kde organizoval 5. Panafrický kongres v Manchesteru.

## Politická kariéra
Mezitím ve Zlatém pobřeží J. B. Danquah zformoval stranu "United Gold Coast Convention" (UGCC), která podporovala autonomii na ústavní úrovni. Nkrumah byl pozván do funkce generálního tajemníka a tak se v roce 1947 vrátil domů. Jako generální tajemník organizoval mítinky po celé zemi a začal vytvářet obrovskou základnu pro nové hnutí. V únoru 1948 se objevily rozsáhlé nepokoje a Nkrumah byl spolu s dalšími lídry UGCC zatčen.
Vznikl rozdíl mezi středními lídry UGCC a radikálními stoupenci Nkrumaha. Proto v červnu 1949 založil Nkrumah "Convention Peoples' Party" (CPP), stranu, jejímž programem byla okamžitá autonomie Zlatého pobřeží. V lednu 1950 spustil Nkrumah nenásilnou kampaň, jejímž cílem byly protesty, stávky a odmítání spolupráce s autoritami Britského impéria.
V následné krizi byla země poznamenána a Nkrumah byl znovu zatčen a odsouzen k ročnímu vězení. Ale v prvních volbách ve Zlatém pobřeží (8. únor 1951) vyhrála CPP. Zvolením do parlamentu byl Nkrumah propuštěn z vězení a v roce 1952 se stal premiérem Zlatého pobřeží.
V roce 1958 jeho vláda zlegalizovala uvěznění bez soudu pro ty, kteří představují bezpečnostní riziko. Brzy se jeho vláda stala autoritativní. Nkrumah ale neztrácel v zemi podporu. Zasloužil se o výstavbu silnic, škol a nemocnic a jeho politika "afrikanizace" vytvořila lepší příležitosti pro obyvatele Ghany.
Plebiscitem se v roce 1960 Ghana stala republikou a Nkrumah jejím prezidentem se širokou legislativní a výkonnou mocí, kterou mu zajistila nová ústava. V úřadu prezidenta se soustředil na politickou jednotu černé Afriky. Jeho administrativa realizovala velkolepé, ale často neúspěšné rozvojové projekty, a tak se onehdy prosperující země stala zmrzačenou se zahraničním dluhem. To vedlo k nepokojům a generální stávce v září 1961. Od té doby začal Nkrumah používat tvrdší nástroje politické moci a častěji hledal podporu v komunistických zemích.
V srpnu 1962 na něj byl spáchán neúspěšný atentát. Stáhl se do soukromí, vytvořil kolem sebe kult osobnosti a posílil vnitrostátní bezpečnost. Začátkem roku 1964 se Ghana stala oficiálně zemí s jedinou politickou stranou a Nkrumahem jako doživotním prezidentem strany a národa. Zatímco administrativa země se stala zkorumpovanou a sloužící pouze svému prospěchu, Nkrumah vytvářel ideologické vzdělání příští generace černých afrických aktivistů. Mezitím ekonomická krize v zemi snížila zásoby potravin a ostatního zboží.
24. února 1966 během Nkrumahovy návštěvy Pekingu převzala moc v Ghaně armáda a policie. Nkrumah našel azyl v Guineji, kde prožil zbytek svého života. V roce 1972 zemřel na rakovinu v Bukurešti. Jeho cílem a snem byly „Spojené státy africké“.

## Nkrumah a Československo
Ve dnech 31. července – 3. srpna 1961 vykonal Kwame Nkrumah státní návštěvu Československa. Při té příležitosti obdržel 2. srpna čestný doktorát Univerzity Karlovy.

## Spisy v českém překladu
- NKRUMAH, Kwame. Boj o Zlaté pobřeží. Překlad Marie Horská. 1. vydání. Praha: Svobodné slovo-Melantrich, 1958. 292 s. (vzpomínky)

## Vyznamenání
- velkokříž s řetězem Řádu Bílého lva – Československo, 2. srpna 1961[6]
- velkokříž s řetězem Řádu zásluh o Italskou republiku – Itálie, 25. září 1963[7]
- velkokříž Řádu znovuzrozeného Polska – Polsko, 1965[8]
- Řád společníků O. R. Tamba ve zlatě – Jihoafrická republika, 16. června 2004 – za jeho přínos v boji proti kolonialismu ve Ghaně a za aktivní boj o ideály svobody, spravedlnosti a sjednocené Afriky[9]